# Flexor digitorum longus

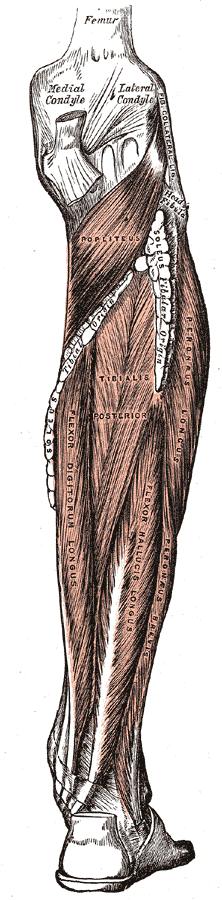
Muskler på underbenets baksida. Flexor digtorum longus syns till vänster på bilden.

Flexor digitorum longus är en skelettmuskel på innersidan av underbenets baksida, som används för att böja tårna.
Dess övre fäste är mitt på baksidan av skenbenet (tibia), nedanför linea poplitea och tibialis posteriors fascia. Nedre fästet är på fotsulan där den sena som muskeln slutar i delar sig i fyra grenar, som fäster på basen av tåbenen (de distala falangerna) för alla tår utom stortån. 
Muskeln böjer de fyra laterala tårna, det vill säga alla utom stortån, och gör att foten kan greppa om underlaget vid gång. Muskeln böjer också ner (plantarflexerar) foten vid vristen. Den är ett stöd åt arcus pedis longitudinalis.
Flexor digitorum longus innerveras av nerven n. tibialis (S2 och S3).